# Авеню Монтень
Авеню́ Монте́нь (фр. Avenue Montaigne) — вулиця довжиною 615 м у 8 окрузі Парижа між площею Рон-Пуен та мостом Альма.

## Назва
Раніше вулиця називалася «Алеєю вдів», оскільки кілька століть тому тут справді полюбляли збиратися вдови. Потім алея була названа на честь знаменитого французького письменника епохи Відродження Мішеля де Монтеня.

## Мода
У 1980-х роках авеню стала одним з головних центрів високої моди в Парижі, потіснивши знамениту вулицю Фобур Сент-Оноре. На авеню Монтень знаходиться велика кількість модних бутиків: Dolce & Gabbana і Emmanuel Ungaro, Prada, Jimmy Choo, Ines de la Fressange, Valentino, Giorgio Armani, Louis Vuitton, Dior, Chanel, Bulgari, Loewe.

## Культура
На авеню Монтень знаходиться також театр Єлисейських полів, побудований в 1910-1913 роках братами Огюстом і Густавом Перре разом з бельгійцем Анрі ван де Вельде. Над фасадом театру працював Антуан Бурдель, а стелю Великого залу прикрашають чотири панно Моріса Дені.
Тут вперше було виконано твір Стравінського «Весна священна», а також проходили «Російські сезони» Дягілєва і танцював Рудольф Нурієв.